# Amid
För ämnesklassen med metall–kvävebindningar, se azanid. För staden Amid, se under dess moderna namn Diyarbakır.

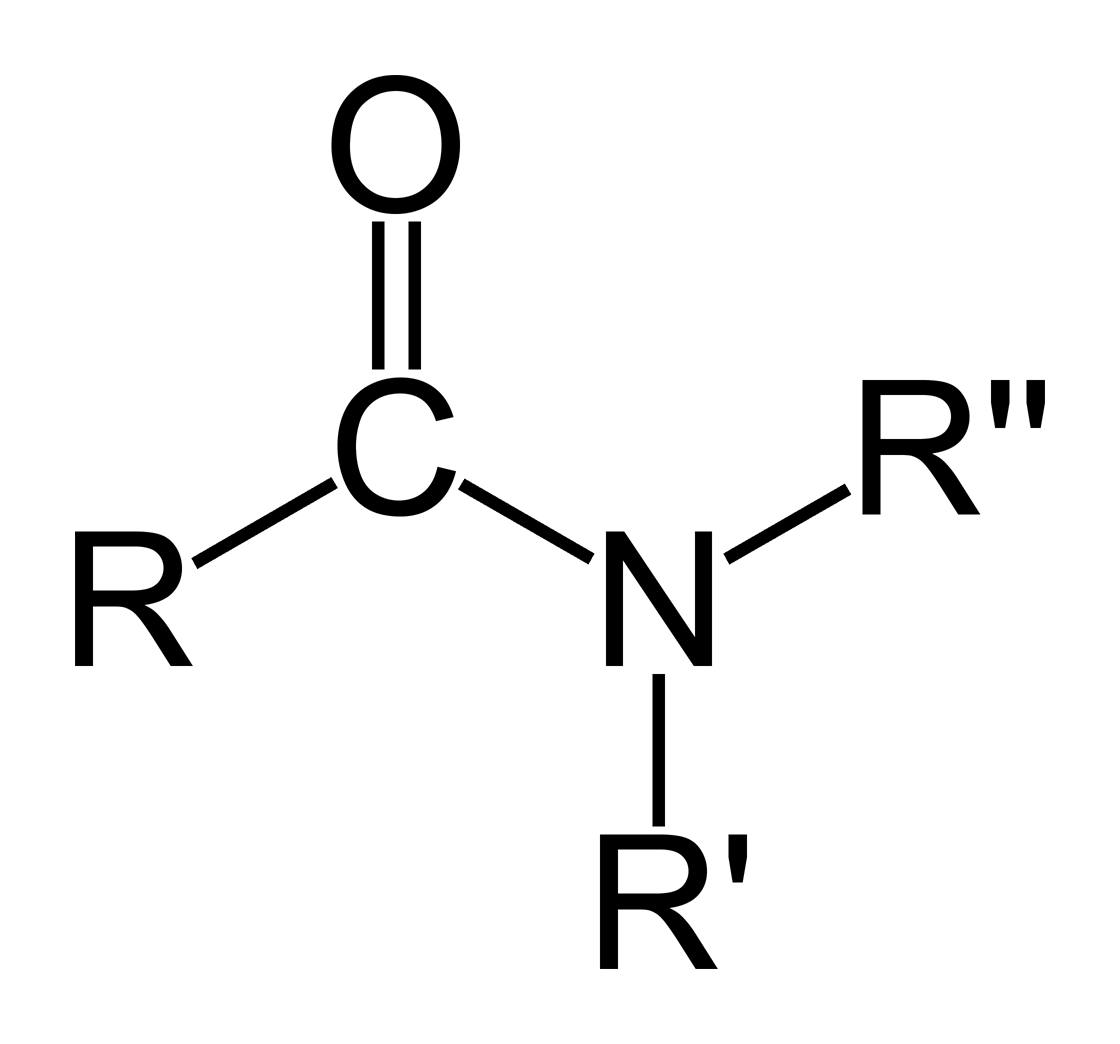
Generell strukturformel.

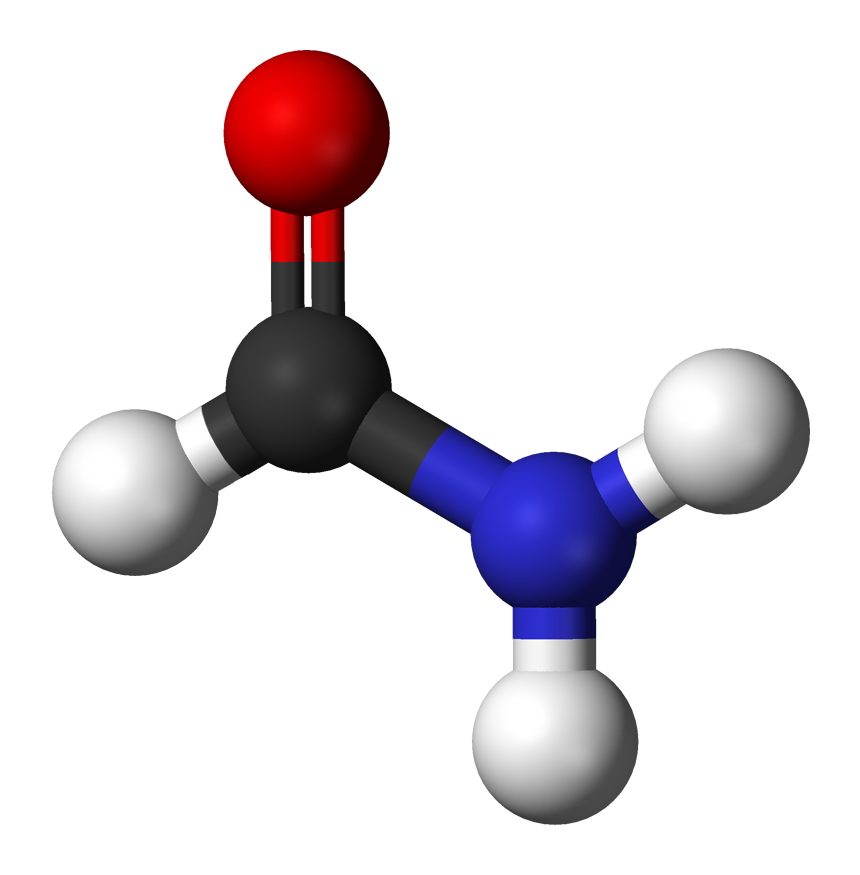
Formamid, den enklaste amiden

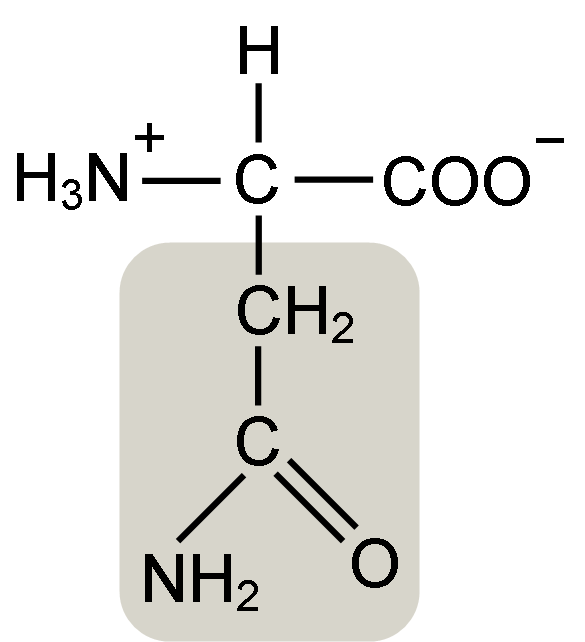
Asparagine, en aminosyra med en sidokedja (markerad) innehållande en amidgrupp

Inom organisk kemi är en amid eller karboxamid en kemisk förening med den allmänna formeln RC(=O)NR′R", där R, R', och R" representerar organiska grupper eller väteatomer. 
Amidgruppen kallas en peptidbindning när den är en del av huvudkedjan i ett protein och en isopeptidbindning när den förekommer i en sidokedja, såsom i aminosyrorna asparagin och glutamin. Det kan ses som ett derivat av en karboxylsyra RC(=O)OH med hydroxylgruppen –OH ersatt av en amingrupp −NR′R"; eller, på motsvarande sätt, en acyl (alkanoyl) grupp RC(=O)− ansluten till en amingrupp.
Amider är genomgripande i naturen och tekniken. Proteiner och viktiga plaster som nylon, aramid, twaron och kevlar är polymerer vars enheter är förbundna med amidgrupper (polyamider). Dessa kopplingar bildas lätt, ger strukturell styvhet och motstår hydrolys. Amider omfattar många andra viktiga biologiska föreningar, liksom många läkemedel som paracetamol, penicillin och LSD. Lågmolekylära amider, som dimetylformamid, är vanliga lösningsmedel.

## Nomenklatur
I den vanliga nomenklaturen lägger man till termen "amid" till stammen av modersyrans namn. Till exempel heter amiden som härrör från ättiksyra acetamid (CH3CONH2). IUPAC rekommenderar etanamid, men detta och relaterade formella namn påträffas sällan. När amiden härrör från en primär eller sekundär amin anges substituenterna på kväve först i namnet. Således är amiden bildad av dimetylamin och ättiksyra N,N-dimetylacetamid (CH3CONMe2, där Me =CH3). Vanligtvis förenklas även detta namn till dimetylacetamid. Cykliska amider kallas laktamer, som nödvändigtvis är sekundära eller tertiära amider.

## Applikation
Amider är utbredda i hela den naturliga och konstruerade världen. De flesta biologiska makromolekyler består av peptider kopplade samman genom amidbindningar. Vissa konstgjorda polymerer utgår från samma strategi.

## Syntes
Många metoder finns i amidsyntesen.
Amider kan framställas genom att koppla karboxylsyra med en amin. Den direkta reaktionen kräver i allmänhet höga temperaturer för att driva bort vattnet:
RCO2H + R′R″NH → R′R″NH+2RCO−2
R′R″NH+2RCO−2 → RC(O)NR′R″ + H2O
Många metoder involverar "aktivering" av karboxylsyran genom att omvandla den till en bättre elektrofil såsom estrar, syraklorider (Schotten-Baumann-reaktion) eller anhydrider (Lumière–Barbier-metoden).
Konventionella metoder inom peptidsyntes använder kopplingsmedel såsom HATU, HOBt eller PyBOP.
En mängd olika reagenser, t.ex. Tris (2,2,2-trifluoretyl) borat har utvecklats för specialiserade applikationer.